# 水星的衛星
水星的衛星是一顆未被發現的天然衛星，1970年代初期短暫地認為它存在過，現在的科學家認為這是資料誤讀造成的誤會。由於水星相對靠近太陽，從地球觀察水星或它的衛星是很困難的。比如直到1995年，科學家才從紅外光譜中觀察到水星。NASA的信使號從2011年到2015年繞行水星，期間並未探測到任何衛星存在。由於水星的希爾球較小，限制了天然衛星的存在空間。

## 水手10號
曾有一段短時間內，水星被認為有一顆衛星。1974年3月27日，水手10號飛經水星兩天前，儀器在水星附近測量到大量的紫外射線。射線在隔天消失了。三天後射線再次出現，而且似乎是從水星以外的物體發出的。一些天文學家推測他們觀測到的是一顆恆星，一些認為是衛星，因為射線從兩個不同的方向發出，而且當時認為紫外光無法穿透星際介質，發光源不可能太遠。後來計算出該物體的速度為4 km/s，與理論預期相符，更加強了水星有衛星的論點。

### 31 Crateris

31 Crateris應為聯星系統。

這顆“衛星”被觀測到漸漸遠離水星，最終被定論是一顆在遠方的恆星，31 Crateris。31 Crateris是一個聯星系統，有2.9天的週期，可能就是1974年觀測到的紫外線來源。
水星的衛星雖然不存在，但卻為天文學界帶來一個重要的發現：紫外射線是不會完全被星際物質吸收的，這跟他們先前認為的不同。

## 信使號任務
在2012年的愚人節，NASA宣布信使號發現了圍繞水星的月亮，並且戲謔地稱其為Caduceus，這個名字參考自羅馬神話的墨丘利（Mercury）的手杖名。
2011年到2013年期間，信使號在任務中確認了水星沒有衛星。